# Kaple Zvěstování Panny Marie (Chlumec nad Cidlinou)
Římskokatolická kaple Zvěstování Panny Marie v Chlumci nad Cidlinou je zámeckou kaplí nacházející se severně od zámku Karlova Koruna v jeho zámecké zahradě. Celý zámecký areál je chráněn jako kulturní památka České republiky.

## Popis stavby
Jedná se o drobnou stavbu podle staršího projektu, vzniklou po roce 1730, kdy loď kaple byla postavena zřejmě v rozmezí let 1741-1745. Roku 1746 byla vydána licence pro kapli při zámku Karlova Koruna.
V materiálech hradecké biskupské konzistoře z roku 1770 je zápis o tom, že stavbu kaple začal Leopold hrabě Kinský (1741-1760) a dokončil ji jeho syn František Ferdinand hrabě Kinský (1760-1806), nejvyšší kancléř Českého království. Do podoby s věží a s radiálními přízemními hmotami sakristie a oratoře byla kaple dokončena roku 1765. Písemnosti biskupské konzistoře dále uvádí, že kaple je postavena ze štípaného kamene a z kvádrů, zaklenutá je klenbou z cihel a uvnitř má kamennou dlažbu. V době svého vzniku kaple nebyla konsekrována, později bylo uváděno patrocinium Sedmibolestné Panny Marie nebo Zvěstování Panny Marie. V srpnu roku 1999 byla kaple vysvěcena a nyní nese podle oltářního obrazu název sv. Jana Křtitele.
Kaple se nachází u hlavní přístupové aleje vedoucí k zámku od severu. Stavba je situována na hraně svahu při kraji poměrně plochého prostranství před hlavní zámeckou budovou, jako protějšek vedlejších zámeckých budov, kterými se areál postupně rozrůstal až do dnešní podoby. Kinským sloužila jako rodinná hrobka.[zdroj?]
Řešení drobné centrály s vnitřním prostorem kruhového půdorysu a vnějším čtyřbokým pláštěm s výrazně konkávně skrojenými rohy svědčí pro autorství Jana Blažeje Santiniho-Aichla. K lodi je na východě připojena věž, jejímž přízemím (uvnitř mírně asymetricky řešeným) se do kaple vchází. Na východní straně do centrální hmoty kaple, k věži, vnikaly dvě radiální hmoty, kterými byl rovněž možný vstup do kaple. Severní přístavek byl sakristií, jižní předsíní, v síle jejíž rozšířené severovýchodní zdi stoupalo schodiště na oratoř v lodi, z níž je dále přístupná i komůrka v patře věže. Druhé patro věže pak zabírá prostor pro zvony. Na západní straně lodi se k jejím rohům připojovaly zdobné masivní opěráky. Pro Santiniho je typická celá řada tvaroslovných znaků – jemná rustika fasád celé stavby, mansardová střecha věže, eliptická okénka horní části věže, kasulové okno na věži. Tvarosloví oken lodi se Santininu naopak částečně vymyká. Některé detaily – drobné, ornamentální formy suprafenester, kasulové okno průčelní věže, tvar její střechy – zároveň naznačují, že výchozí Santiniho projekt byl při realizaci poněkud měněn a modernizován.
Kaple svou souhrou věže a lodi završené kupolí připomíná spíše zmenšeninu kostela než kapli. Výraznou analogii najdeme v monumentálním poutním kostele ve Křtinách, který je chlumecké kapli příbuzný nejen základní hmotovou sestavou, ale rovněž půdorysným řešením lodi, která je v interiéru kruhová a zevně čtvercová s výrazným konkávním probráním rohů. Na obou stavbách se uplatňuje i Santiniho typická kompozice oken, kdy nad obdélným, půlkruhově sklenutým oknem je okno eliptické.
Pokud je Santini autorem projektu kaple, musel jej vytvořit do roku 1723, kdy zemřel. Zároveň s tímto zde existuje předpoklad, že se stavbou kaple bylo počítáno již v době budování zámku, ačkoli uvnitř zámku Karlova koruna se nacházela jiná, menší kaple. Pokud ale existují pochyby o Santiniho autorství, jisté je, že chlumecká kaple musí být dílem architekta značných tvůrčích kvalit. Stavitel, který stavbu kaple prováděl, není s jistotou znám. Byl jím však patrně František Kermer, který je roku 1759 doložen na stavbě zámecké vodárny.
Novodobá celková rekonstrukce, provedená v 60. letech 20. století a později v roce 1999, chybně odstranila nejen drobná křídla sakristie a depozitáře, navazující po stranách hlavního průčelí v diagonálních směrech, ale i opěrné pilíře. Důvodem byla domněnka, že tyto části stavby jsou nepůvodní a že vznikly mezi lety 1880-1890, kdy bylo pořízeno nové zařízení a výmalba kaple.